# Oxymacaria margaritis
Oxymacaria margaritis là một loài bướm đêm trong họ Geometridae.